# Melanie Griffith

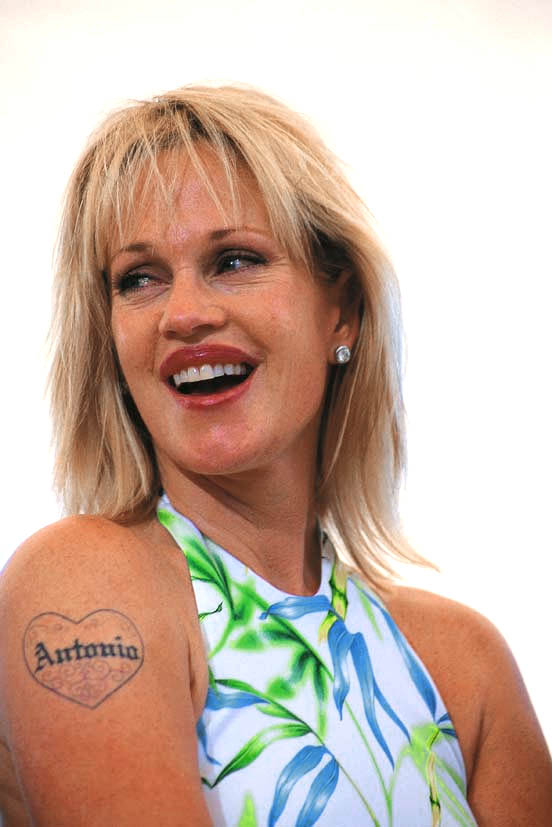
Melanie Griffith vid filmfestivalen i Cannes år 2000, med dåvarande maken Antonio Banderas namn tatuerat på överarmen.

Melanie Richards Griffith, född 9 augusti 1957 i New York, är en amerikansk skådespelare. Hon är dotter till Peter Griffith och Tippi Hedren.
Melanie Griffith har medverkat i ett 50-tal filmer och TV-produktioner. En av hennes mest kända roller är i filmen Working Girl (1988), för vilken hon belönades med en Golden Globe och nominerades till en Oscar för bästa kvinnliga huvudroll.
Griffith var gift med Don Johnson 1976 och igen 1989–1995, paret fick två barn. Dottern Dakota Johnson är även hon skådespelare. 1996 gifte hon sig med skådespelaren Antonio Banderas och tillsammans har de en dotter född samma år. 2014 ansökte paret om skilsmässa, som gick igenom i december 2015.

## Filmografi i urval
- 1975 – Dödligt utspel
- 1984 – Fear City
- 1984 – Body Double
- 1985 – Alfred Hitchcock presenterar (gästroll i TV-serie, pilot-avsnittet)
- 1986 – I vildaste laget
- 1987 – Cherry 2000
- 1988 – Working Girl
- 1990 – Den objudne gästen
- 1990 – Fåfängans fyrverkeri
- 1992 – I örnens klor
- 1993 – Born Yesterday
- 1994 – Milk Money
- 1994 – Nobody's Fool
- 1995 – Buffalo Girls (TV-film)
- 1997 – Lolita
- 1998 – Another Day in Paradise
- 1999 – Crazy in Alabama
- 1999 – RKO 281 (TV-film)
- 2000 – Ljuset håller mig sällskap (dokumentär)
- 2000 – Cecil B. Demented
- 2000 – Forever Lulu
- 2001 – Beautiful People
- 2002 – Stuart Little 2 (röst)
- 2003 – The Night We Called It a Day
- 2003 – Shade
- 2003 – Tempo
- 2005 – Lethal Seduction
- 2006 – Simpsons (gäströst i TV-serie, avsnittet "The Monkey Suit")
- 2006 – Have Mercy
- 2009 – Around the World in 50 Years (röst)
- 2010 – Sweet Baby Jesus
- 2014 – Autómata
- 2017 – The Disaster Artist
- 2020 – Våga drömma